# Pompaire

Pompaire este o comună în departamentul Deux-Sèvres, Franța. În 2009 avea o populație de 1,947 de locuitori.